# Heerlerheidebreuk

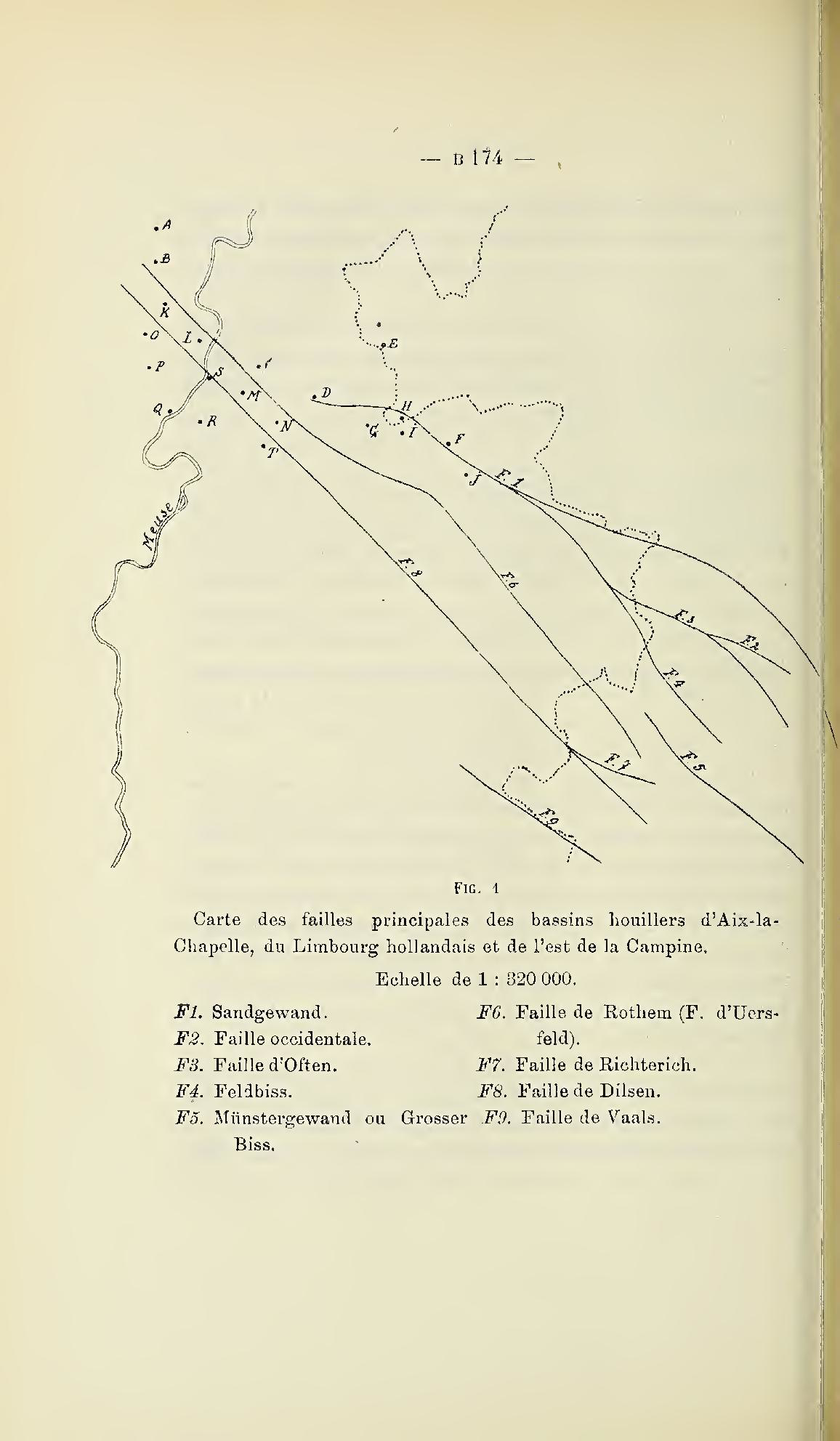
Een van de eerste publicaties over de Breuk van Heerlerheide uit 1904 door Forir, hier faille de Rothem/ Uersfeld genoemd

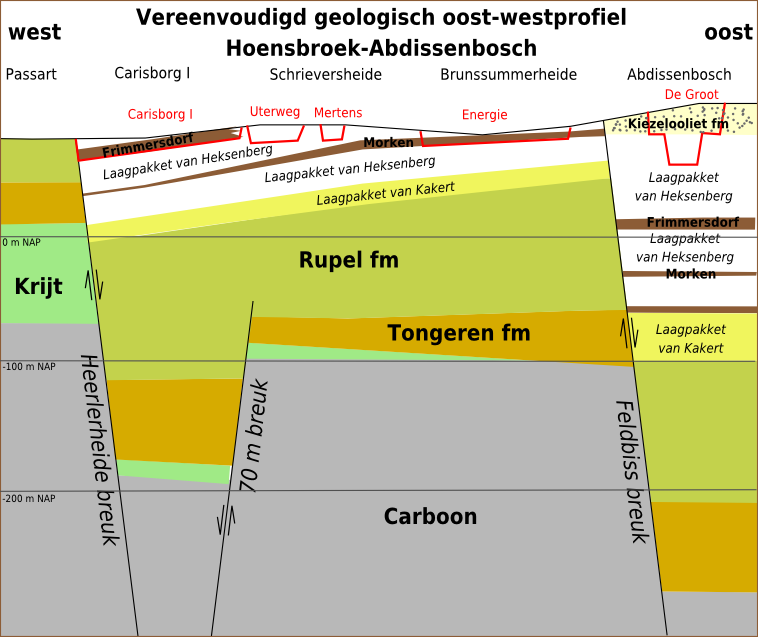
De Heerlerheidebreuk met geologische lagen

De Heerlerheidebreuk is een breuk in Nederlands Zuid-Limburg en aangrenzend België. 
De breuk is vernoemd naar Heerlerheide.
Op respectievelijk ongeveer anderhalf en drie kilometer naar het noordoosten liggen de Geleenbreuk en de Feldbissbreuk en op ongeveer twee kilometer naar het zuidwesten ligt de Benzenraderbreuk.

## Ligging
De breuk is noordwest-zuidoost georiënteerd. In het Belgische Bree waar hij lokaal bekend staat als de Rotembreuk, splitst de Heerlerheidebreuk zich af van de Feldbissbreuk. Van hieruit loopt hij naar Nederland via Geleen, Daniken, Puth, Wolfhagen, Oirsbeek, Amstenrade, Hoensbroek, Heerlerheide, Heerlen naar Spekholzerheide, in Duitsland eindigt hij als Breuk van Richterich ten NW van Aken.
In Nederland doorkruist de breuk het Maasdal, het Plateau van Graetheide, het Geleenbeekdal, het Plateau van Doenrade, het Bekken van Heerlen, het Plateau van Schaesberg en het Plateau van Spekholzerheide.

## Ontdekking
In Zuid-Limburg waren in de negentiende eeuw alleen de Feldbiss en de Benzenraderbreuk bekend die duidelijk zichtbaar zijn aan de oppervlakte. Boringen naar steenkool lieten laterale sprongen in de ondergrond zien, die tot 1900 nog als glooiingen werden geïnterpreteerd. De Belgische geoloog Henri Forir publiceerde samen met Max Lohest en Alfred Habets in 1903 een geologische kaart van Zuid-Limburg waar hij dagzomende breuken in het aangrenzende Duitsland naar het noordwesten doortrok. De Nederlandse geoloog Willem Klein publiceerde in 1909 samen met Willem van Waterschoot van der Gracht en Wilhelm Wunstorf een kaart waarbij hij de naam Breuk van Heerlerheide introduceerde.

## Geologie
De breuken in Noordoost Zuid-Limburg zijn onderdeel van de Roerdalslenk.
De Roerdalslenk vormde zich op oudere extensionele structuren uit het Trias en Jura. In het Krijt raakten deze structuren inactief en trad zelfs tektonische inversie op.
De Roerdalslenk zelf is actief sinds het late Oligoceen (rond 25 miljoen jaar geleden). De Heerlerheidebreuk is, samen met de Feldbissbreuk en de Geleenbreuk onderdeel van de Feldbiss-breukzone die een (noord-zuid) doorsnede heeft van ongeveer vijf kilometer. Ten noordoosten van het gebied bevindt zich een gebied dat daalt (de eigenlijke Roerdalslenk), terwijl ten zuidwesten het gebied van plateaus en dalen juist wordt opgeheven.

### Afzettingen
De Heerlerheidebreuk is een breuk met verzet, waarbij de afzettingen aan de noordoostkant van de breuk lager liggen dan die aan de zuidwestkant. In Zuid-Limburg vormt de Heerlerheidebreuk de noordgrens van de Formatie van Aken, deels van de Formatie van Vaals en van de Formatie van Maastricht. Een groot gedeelte van het Laagpakket van Heksenberg ligt ten noorden van de Heerlerheidebreuk. Tussen de Heerlerheidebreuk en de Feldbissbreuk bevinden zich meerdere groeves waarin zilverzand uit het Laagpakket van Heksenberg gewonnen wordt. Ook het Laagpakket van Vrijherenberg komt alleen voor ten noordoosten van de breuk.
Verschillende laagpakketten in de bodem:
- Laagpakket van Heksenberg
- Laagpakket van Kakert
- Formatie van Rupel
- Formatie van Tongeren
- kalksteen uit de Krijtkalk Groep
- gesteente uit het Carboon